# Kalyla gabriellae
Kalyla gabriellae is een platworm (Platyhelminthes). De worm is tweeslachtig. De soort leeft in het zoute water.
Het geslacht Kalyla, waarin de platworm wordt geplaatst, wordt tot de familie Provorticidae gerekend. De wetenschappelijke naam van de soort werd voor het eerst geldig gepubliceerd in 1951 door Marcus.